# Thann (Francja)
Thann – miejscowość i gmina we Francji, w regionie Grand Est, w departamencie Górny Ren.
Według danych na 2010 gminę zamieszkiwało 8 139 osób, a gęstość zaludnienia wynosiła 650,6 osób/km² (wśród 903 gmin Alzacji Thann plasuje się na 28. miejscu pod względem liczby ludności, natomiast pod względem powierzchni na miejscu 180.).

## Zabytki
Historyczne centrum Thann jest dobrze zachowane. Na szczególną uwagę zasługuje gotycka kolegiata Saint-Thiébaut.

## Galeria zdjęć

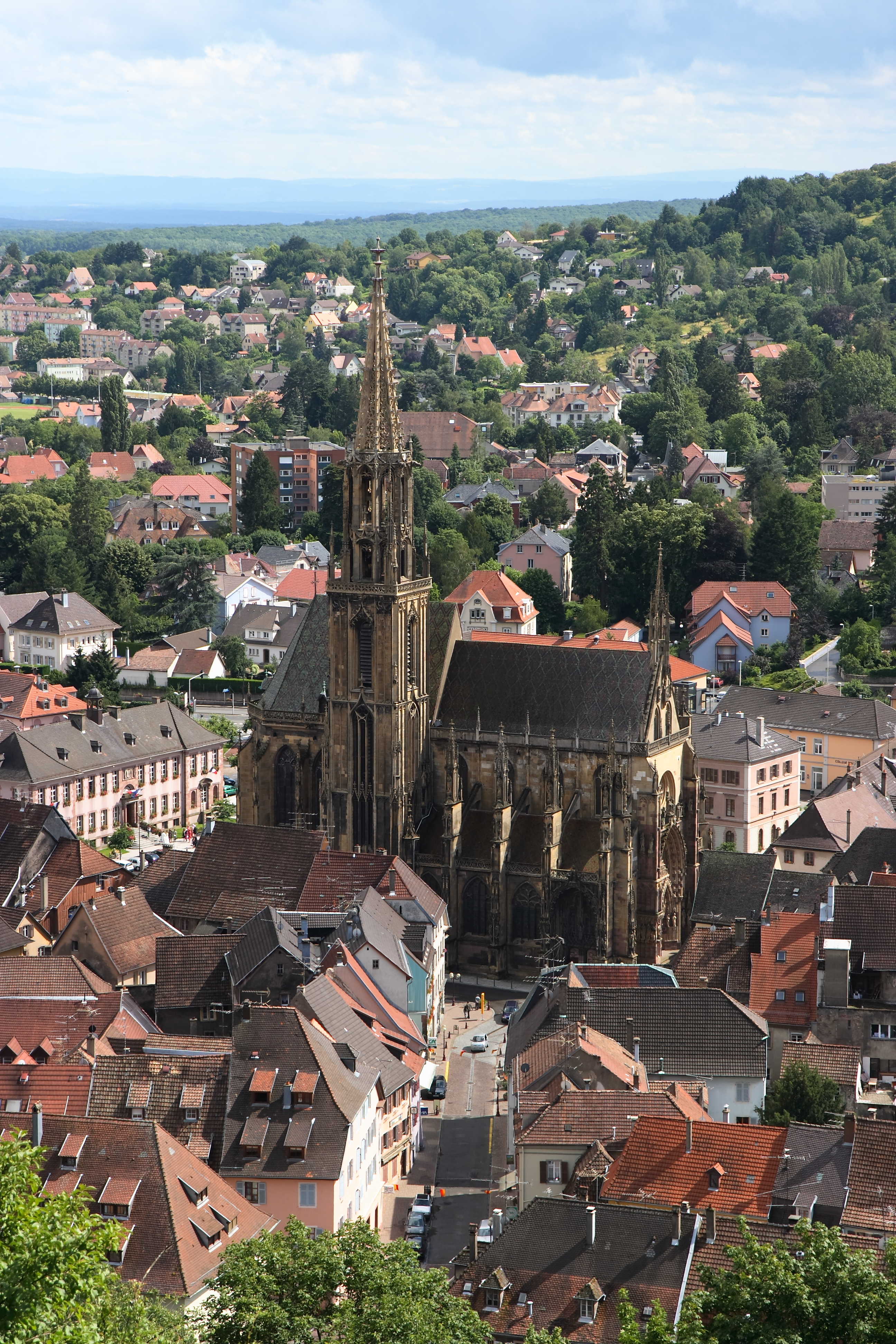
Kolegiata Saint-Thiébaut
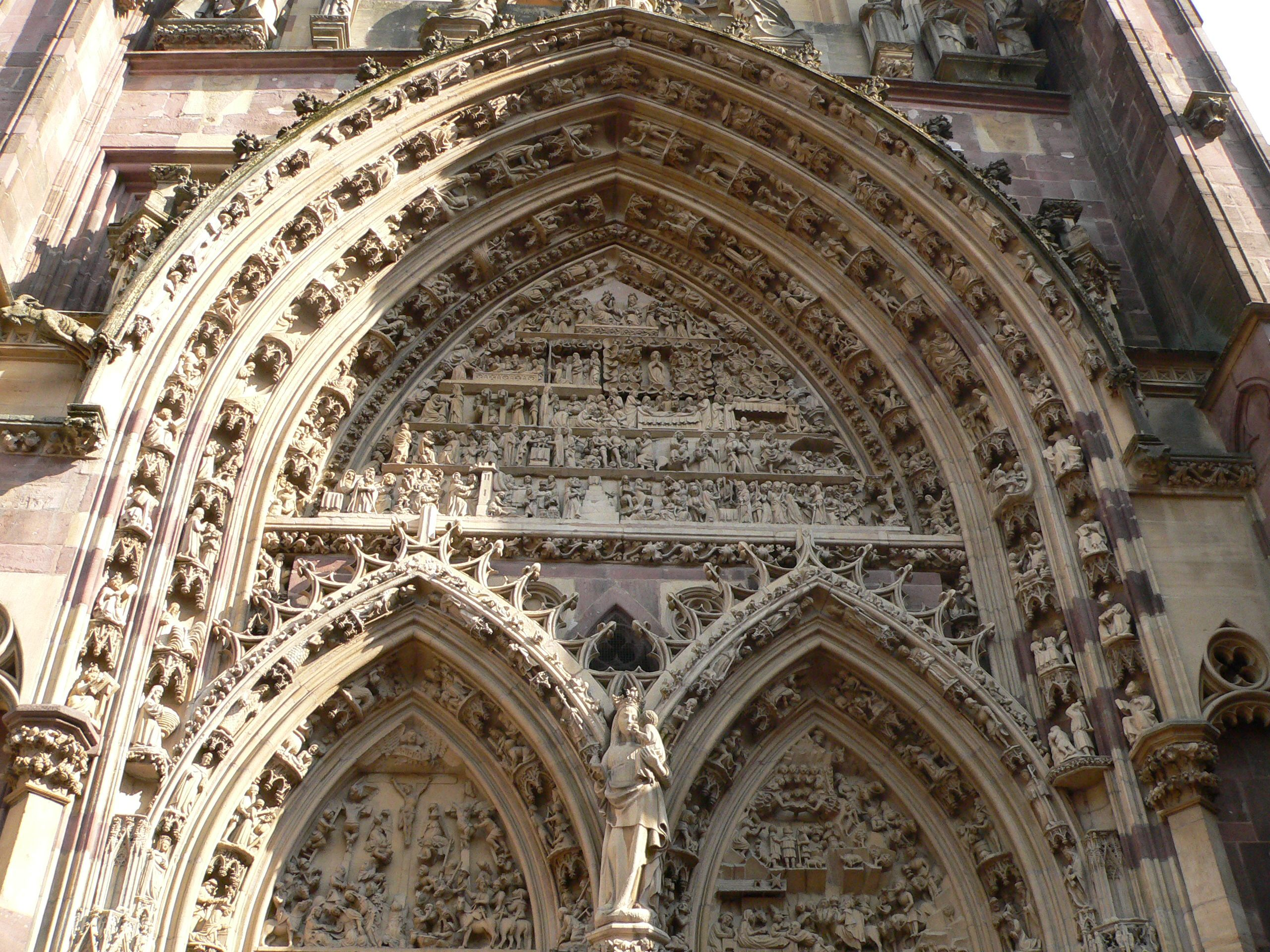
Kolegiata, bogato zdobiony portal
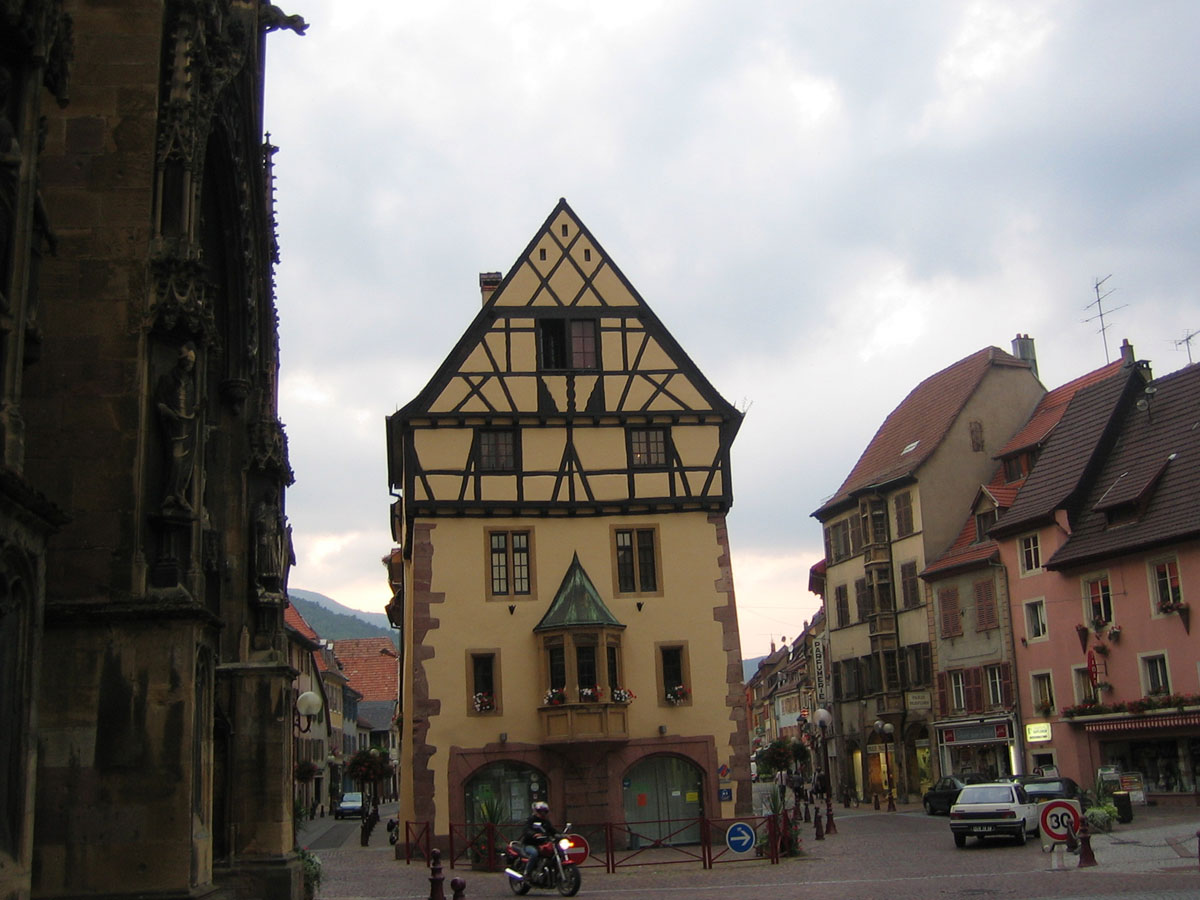
Historyczna zabudowa okolic kolegiaty
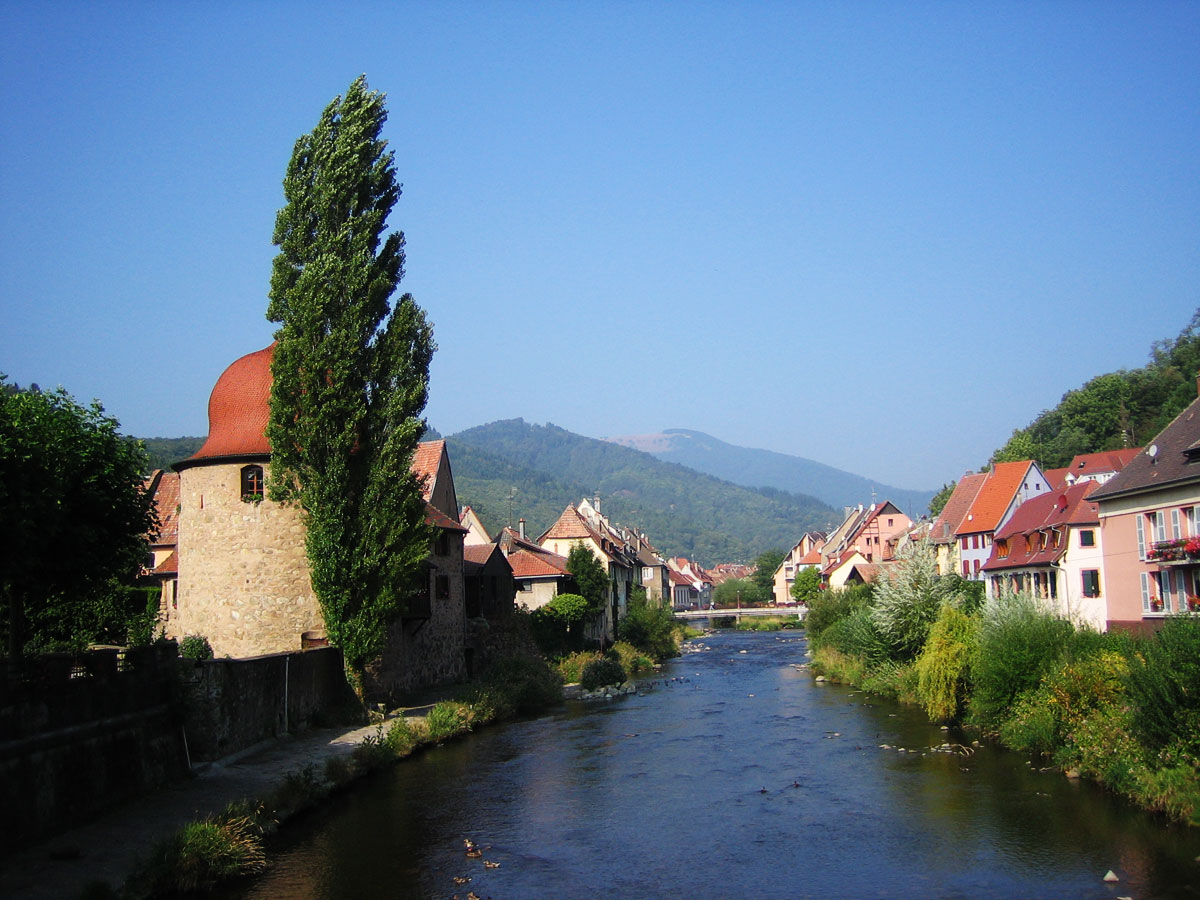
Widok miejscowości od strony rzeki Thur